# Тактична рольова гра

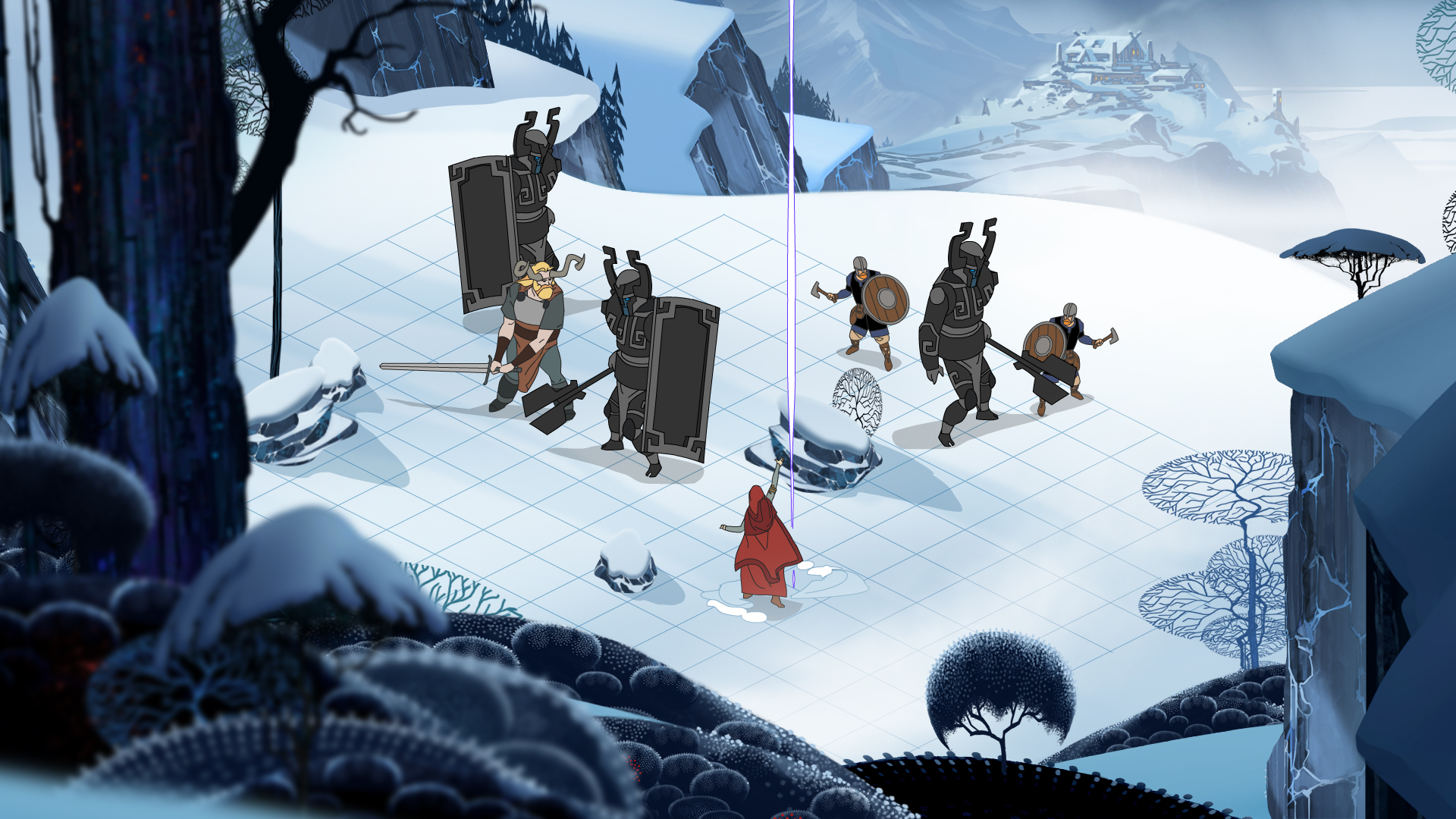
Битва у The Banner Saga (2014)

Тактична рольова гра (англ. tactical role-playing game, TRPG) — жанр відеоігор, що поєднує елементи рольових і стратегічних відеоігор. Основний акцент ігрового процесу в тактичних рольових іграх робиться на прийнятті тактичних рішень під час бою. Жанр позбавлений чітких рамок, і багато ігор, які належать до нього, можуть бути віднесені до комп'ютерних рольових ігор або покрокових стратегій.
В Японії такі гри відомі під назвою «Simulation RPGs».
Прикладами тактичних рольових ігор є розроблені в Японії серії Shining і Disgaea; американська серія Jagged Alliance; або російська Silent Storm.

## Особливості
У тактичних рольових іграх гравець управляє групою персонажів, які володіють набором певних характеристик; він обстежує ігровий світ, виконує завдання (квести) і вступає в бої з різного роду противниками. Самі бої, однак, мають більшу схожість з варгеймами: керовані гравцем персонажі та їх противники розміщуються на карті з прямокутною, ізометричною або гексагональною розміткою, по якій можуть пересуватися в порядку ходів, виконуючи ті чи інші дії. Перемога в бою визначається успішністю взаємодії персонажів і правильністю прийнятих гравцем рішень з планування бою.
У перервах між боями, гравці можуть отримати доступ до зміни екіпіровки, зміни класів персонажів, зміни характеристик, залежно від гри.
Смерть персонажів у бою, як правило, не є остаточною, їх можна оживити, якщо тільки загибель персонажа не є сюжетним поворотом.

## Найвизначніші ігри
- Jagged Alliance 2
- Shadowrun Returns
- We Are The Dwarves
- Divinity: Original Sin II
- Final Fantasy Tactics Advance
- Final Fantasy XII: Revenant Wings